# جون تانر
جون تانر (بالإنجليزية: John Tanner)‏ (2 يوليو 1921 في المملكة المتحدة - 25 أكتوبر 1987 في المملكة المتحدة) هو لاعب كريكت ولاعب كرة قدم بريطاني (وحمل سابقاً جنسية المملكة المتحدة لبريطانيا العظمى وأيرلندا) في مركز الهجوم. لعب مع هدرسفيلد تاون.